# Le Coq enchaîné (Lyon)
Pour les articles homonymes, voir Le Coq enchaîné.

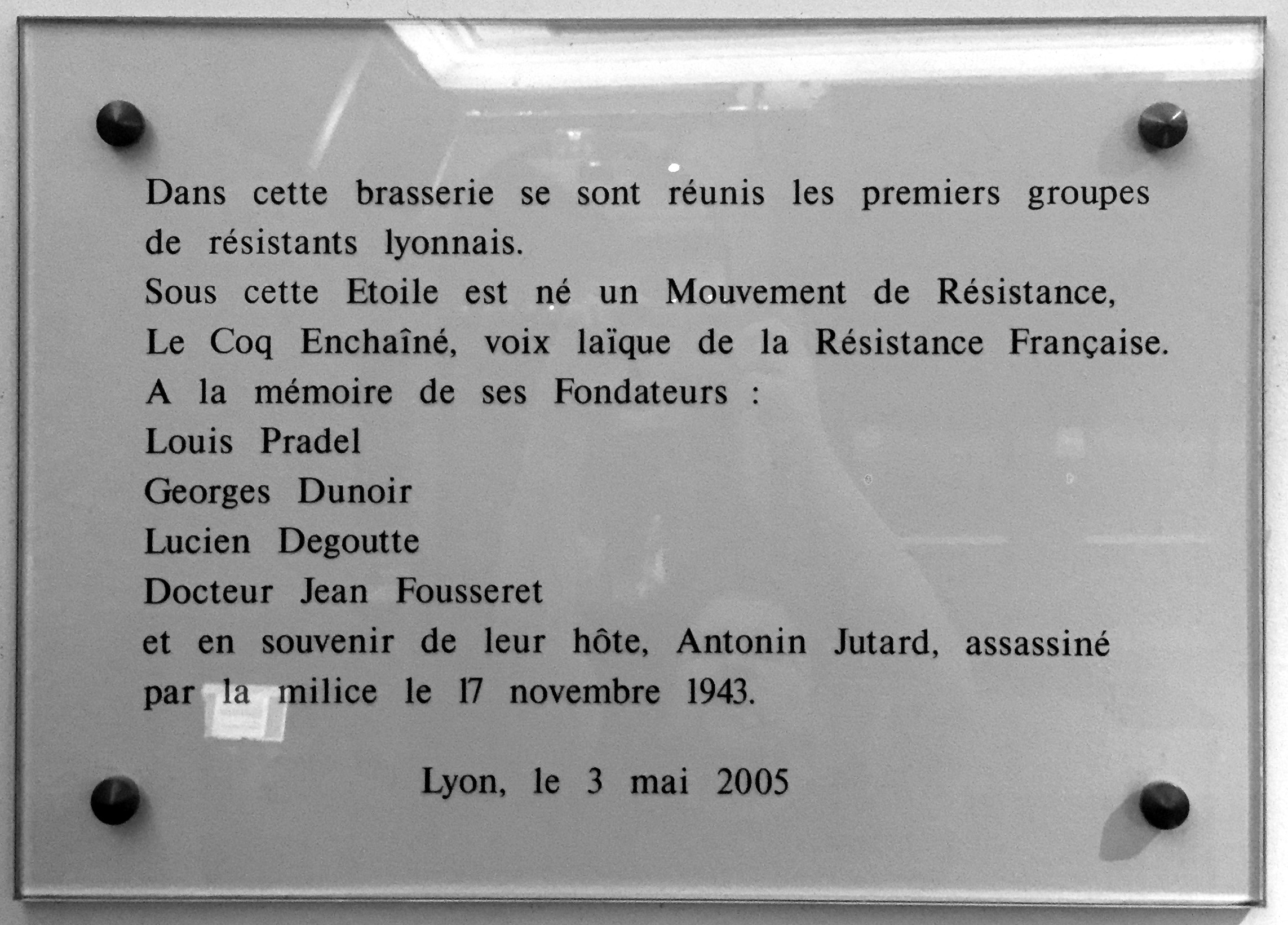
Plaque dans l'ancienne brasserie d'Antonin Jutard (en 2015 le Ninkasi Guillotière) à Lyon.

Le Coq enchaîné fut le nom d'un groupe de résistants de la région de Lyon, sous le régime de Vichy et sous l'occupation allemande, pendant la Seconde Guerre mondiale.

## Histoire
Fondé en 1941 par un médecin socialiste, Jean Fousseret, le groupe recrute dans les milieux syndicalistes, socialistes et radicaux de la mouvance d'Édouard Herriot, notamment le futur maire de Lyon, Louis Pradel, Lucien Degoutte, Georges Dunoir, Henri Chevalier, Serge Boiron, Ferdinand Ribière et Léonce Crabbe qui se réunissent à la brasserie d'Antonin Jutard. Le Coq enchaîné, qui accueille des dissidents de Franc-Tireur, compte parmi ses militants un futur Compagnon de la Libération, Albert Chambonnet.
L'effectif atteint environ 400 militants, la plupart dans les départements du Rhône et de la Loire, avec une antenne en Haute-Savoie.
Des relais sont organisés au bénéfice de Juifs qui cherchent à se réfugier en Suisse. Les dirigeants entretiennent des contacts avec un service anglais, le Special Operations Executive. Ces contacts auront deux conséquences : le Coq Enchaîné reçoit les premières armes parachutées à destination de la Résistance en mai 1942. Et cet armement provoque une polémique entre les Mouvements de Résistance à la recherche de leur unité sous la direction de Jean Moulin.
À compter de 1943, Le Coq enchaîné, qui s'est rallié à la France libre, se transforme. Les militants subissent l'attraction des grands mouvements de Résistance. Mais le Mouvement dans son ensemble devient un réseau de renseignements sous la direction de Jean Fousseret. Il travaille pour le réseau Brutus, qui deviendra Andromède, puis Jove. Le docteur Fousseret est arrêté le 11 décembre 1943. Parallèlement à cette activité, le mouvement publie quelques numéros du journal clandestin éponyme dans lequel il défend jusqu'à la Libération la laïcité et les idées républicaines. Les dirigeants sont arrêtés. Jean Fousseret est déporté à Buchenwald, Georges Dunoir à Dachau. Tous deux reviendront.
En 1943, le peintre Jean Martin, ami d'enfance de René Leynaud, peint Le Coq entravé (localisation inconnue), dans lequel il figure l’emblème de la France, les pattes garrottées, prisonnier derrière un grillage. Jean-Christophe Stuccilli rapporte que « cette vision pessimiste du réseau de résistance est peinte en réaction à l’assassinat de Jutard par la milice le 17 novembre, suivie de peu par l’arrestation de Fousseret, le 11 décembre, et sa déportation à Buchenwald. Si le médecin survit à la déportation, son frère, l’architecte Ennemond Fousseret, est quant à lui assassiné par les Allemands au camp de Neuengamme en 1945. Ainsi décapité, le réseau du Coq enchaîné est figuré par Martin, domestiqué à la manière d’un animal de basse-cour. Le résistant et journaliste Pierre Crénesse présente l’œuvre en janvier 1945 comme un « grand tableau aux coloris très fermes représentant un coq dont on peut dire qu’il est français. Ses ergots sont pris dans les maillons d’une chaîne et son horizon se borne à un grillage camouflé. La tyrannie, l’oppression se cachaient ainsi sous le voile de la collaboration. ». L’œuvre est exposée, une unique fois, par le galeriste Marcel Michaud à la galerie Folklore quelques semaines à peine avant les bombardements de Lyon du 26 mai 1944.